# Chromis circumaurea
Chromis circumaurea là một loài cá biển thuộc chi Chromis trong họ Cá thia. Loài này được mô tả lần đầu tiên vào năm 2008.

## Từ nguyên
Từ định danh circumaurea được ghép bởi hai âm tiết trong tiếng Latinh: circum ("xung quanh") và aurea ("bằng vàng"), hàm ý đề cập đến màu vàng của vây hậu môn, vây đuôi và viền ngoài của vây lưng ở loài cá này.

## Phạm vi phân bố và môi trường sống
C. circumaurea được quan sát từ tàu lặn tại đảo Enewetak (thuộc quần đảo Marshall) và quần đảo Mariana (cần được xác thực lại), tuy nhiên các mẫu vật lại được thu thập từ cụm đảo Yap thuộc Liên bang Micronesia ở độ sâu khoảng 98–120 m. C. circumaurea sau đó đã được ghi nhận thêm ở độ sâu 100 m tại rạn san hô Great Barrier.

## Mô tả
C. circumaurea có chiều dài cơ thể lớn nhất được ghi nhận là 10 cm. Cơ thể có màu nâu gỗ gụ với màu vàng tươi trên viền ngoài của vây lưng, toàn bộ vây hậu môn và vây đuôi.
Số gai ở vây lưng: 14; Số tia vây ở vây lưng: 12–13; Số gai ở vây hậu môn: 2; Số tia vây ở vây hậu môn: 13–14; Số tia vây ở vây ngực: 18–19; Số gai ở vây bụng: 1; Số tia vây ở vây bụng: 5; Số vảy đường bên: 16–17; Số lược mang: 26–27.

## Sinh thái học
Thức ăn của C. circumaurea có lẽ là động vật phù du. Cá đực có tập tính bảo vệ và chăm sóc trứng; trứng có độ dính và bám vào nền tổ.